# Briaczysław Iziasławicz
Briaczysław Iziasławicz (st. rus. – Брѧчислав zm. 1044) – książę połocki, syn Iziasława Włodzimierzowicza, wnuk Włodzimierza Wielkiego i Rognedy.

## Dane biograficzne
Nieznana jest dokładna data urodzenia Briaczysława Iziasławowocza. Przypuszczalnie jest to 997 rok. Imię Briaczysława po raz pierwszy pojawia się w Powieści lat minionych w związku ze śmiercią jego ojca w 1001 roku. Przypuszczalnie w 1003 roku, po śmierci starszego brata, Wsiesława Iziasławicza, Briaczysław wstąpił na tron połocki.
Po śmierci Włodzimierza Wielkiego w 1015 roku na Rusi Kijowskiej wybuchły wojny dzielnicowe. Briaczysław był wówczas jednym z najsilniejszych kniaziów. W Sadze o Ejmundzie książę Warcisław-Briaczysław mylnie został nazwany synem Włodzimierza, który wespół z braćmi, prawdziwymi synami księcia kijowskiego, Świętopełkiem Przeklętym i Jarosławem Mądrym, podzielił spadek po zmarłym ojcu, obejmując we władanie Księstwo połockie.
Źródła o nim nie wspominają do roku 1021, kiedy niespodziewanie najechał Nowogród Wielki. W drodze powrotnej do Połocka, obładowany łupami, został pokonany przez wojska Jarosława Mądrego w pobliżu Pskowa. Zbiegł z pola bitwy, pozostawiając łupy Jarosławowi. Pierwszy Latopis Sofijski dodaje, że w tymże roku Jarosław w ramach pokoju wydzielił Briaczysławowi we władanie dwa miasta – Uswiaty i Witebsk. O wojnie między Briaczysławem i Jarosławem wspomina Saga o Eimundzie. Bohater tytułowy źródła brał aktywny udział w konflikcie między Połockiem a Kijowem. Odegrał w nim kluczową rolę, doprowadzając do zawarcia korzystnego dla Briaczysława pokoju. Ejmund uprowadził w niewolę żonę Jarosława - Ingegerdę, wymuszając na jej mężu zawarcie rozejmu. Nie zważając na zawarty pokój, wojny między Briaczysławem i Jarosławem trwały do śmierci pierwszego w 1044 roku.
Badacze wiążą z imieniem Briaczysława założenie miasta Brasław, które początkowo mogło nazywać się Briaczysławl. Miasto było położone w północno-zachodniej części Księstwa Połockiego. Przypuszczalnie w Brasławiu została wzniesiona cerkiew Najświętszej Bogurodzicy, zwana również Bogurodzicą Starą.